# Le Hérisson (film)
 (septembre 2019).
Si vous disposez d'ouvrages ou d'articles de référence ou si vous connaissez des sites web de qualité traitant du thème abordé ici, merci de compléter l'article en donnant les références utiles à sa vérifiabilité et en les liant à la section « Notes et références ».
Pour plus de détails, voir Fiche technique et Distribution.
Le Hérisson est un film français réalisé par Mona Achache en 2008 et sorti en 2009. Le scénario est librement inspiré du roman L'Élégance du hérisson de Muriel Barbery.

## Synopsis
Paloma est une jeune fille de 11 ans très intelligente. Consternée par la médiocrité d'esprit de ses parents et de sa sœur, elle ne veut plus vivre dans un tel contexte. Elle a donc pris la décision de se suicider le jour de son prochain anniversaire.
Renée Michel, concierge de 54 ans d'allure bourrue, vit recluse de la société dans l'immeuble où habitent Paloma et sa famille, cachant sa grande culture littéraire à ses employeurs, copropriétaires de cet immeuble très bourgeois, qui ne voient en elle qu'une simple employée sans intelligence ni talent.
Un jour monsieur Ozu, nouveau résident, s'installe dans l'immeuble de Paloma et Renée. Veuf et d'origine japonaise, M. Ozu va changer leur quotidien.

## Fiche technique
Sauf indication contraire, les informations mentionnées dans cette section peuvent être confirmées par les bases de données cinématographiques IMDb et Allociné,  présentes dans la section « Liens externes ».
- Titre : Le Hérisson
- Réalisation : Mona Achache
- Scénario : Mona Achache, d'après le roman L'Élégance du hérisson de Muriel Barbery
- Musique : Gabriel Yared
- Montage : Julia Gregory
- Photographie : Patrick Blossier
- Direction artistique : Patrick Schmitt
- Costumes : Catherine Bouchard
- Décors : Yves Brover-Rabinovici
- Séquences animées : Cécile Rousset
- Production : Anne-Dominique Toussaint et Mark Lombardo
- Sociétés de production : Les Films des Tournelles
- Pays d'origine :  France
- Langue originale : français et secondairement japonais
- Genre : comédie dramatique
- Format : couleur - 2,35:1 - 35 mm - Dolby Digital / DTS
- Durée : 100 minutes
- Dates de sortie[1] :
  - France : 3 juillet 2009
  - Belgique : 5 août 2009

## Distribution
Sauf indication contraire, les informations mentionnées dans cette section peuvent être confirmées par les bases de données cinématographiques IMDb et Allociné,  présentes dans la section « Liens externes ».
- Josiane Balasko : Madame Michel, la concierge
- Garance Le Guillermic : Paloma Josse, la jeune fille
- Togo Igawa : Monsieur Kakuro Ozu, le nouveau résident de l'immeuble
- Anne Brochet : Solange Josse, la mère de Paloma
- Wladimir Yordanoff : Paul Josse, le père de Paloma
- Sarah Le Picard : Colombe Josse, la sœur aînée de Paloma
- Gisèle Casadesus : Madame De Broglie, la personne âgée du 3e étage
- Jean-Luc Porraz : Jean-Pierre, le joueur d'échecs solitaire
- Ariane Ascaride : Manuela Lopez, la femme de ménage
- Samuel Achache : Tibère
- Valérie Karsenti : la mère de Tibère
- Stéphan Wojtowicz : le père de Tibère
- Miyako Ribola : Yoko Ozu, la petite-fille de Kakuro

## Autour du film

### Adaptation du roman
S'inspirant très librement du roman L'Élégance du hérisson de Muriel Barbery, Mona Achache a fait un important travail d'adaptation et d'écriture. Ainsi, elle a supprimé quelques scènes du roman pour en rajouter d'autres. Le journal de bord dans lequel Paloma note ses observations de son monde « bourgeois » et « morbide » est remplacé par un caméscope. Ce dispositif permet également d'amener à l'écran certains éléments du texte où Mme Michel s'adresse au lecteur, remplaçant le système classique de « voix off ». De plus, l'aventure du poisson rouge est une invention de la réalisatrice.

### Autres
Le film est censé se dérouler au 2 rue Eugène-Manuel, dans le 16e arrondissement de Paris.

## Distinctions
Sauf indication contraire, les informations mentionnées dans cette section peuvent être confirmées par les bases de données cinématographiques IMDb et Allociné,  présentes dans la section « Liens externes ».
- Festival international du film du Caire 2009 : Pyramide d'argent, prix de la meilleure réalisation, prix spécial et prix FIPRESCI
- Festival international du film de Seattle 2010 : Golden Space Needle